# Неустойка
Неусто́йка, недоде́ржка, зару́ка — грошова сума або інше майно, які боржник повинен передати кредиторові у разі порушення боржником зобов'язання.
Види неустойки: штраф і пеня.
Штраф — неустойка, що обчислюється у відсотках суми невиконаного або неналежно виконаного зобов'язання.
Наприклад: У разі несвоєчасної поставки товару — штраф у розмірі 10% ціни недопоставленого товару.
Пеня́ — неустойка, що обчислюється у відсотках суми несвоєчасно виконаного грошового зобов'язання за кожен день прострочення виконання.
Наприклад: За прострочення платежів пеня у розмірі 0,5% суми простроченого платежу за кожен день прострочення, але не більше подвійної облікової ставки НБУ.